# Tour de France 1963
| 50. Tour de France 1963 – Endstand |                       |                         |
| Streckenlänge                      | 21 Etappen, 4140,6 km | 21 Etappen, 4140,6 km   |
| Toursieger                         | Jacques Anquetil      | 113:30:05 h (36,481 km) |
| Zweiter                            | Federico Bahamontes   | + 3:35 min              |
| Dritter                            | José Perez-Frances    | + 10:14 min             |
| Vierter                            | Jean-Claude Lebaube   | + 11:55 min             |
| Fünfter                            | Armand Desmet         | + 15:00 min             |
| Sechster                           | Angelino Soler        | + 15:04 min             |
| Siebenter                          | Renzo Fontana         | + 15:27 min             |
| Achter                             | Raymond Poulidor      | + 16:46 min             |
| Neunter                            | Hennes Junkermann     | + 18:53 min             |
| Zehnter                            | Rik Van Looy          | + 19:24 min             |
| Grünes Trikot                      | Rik Van Looy          | 275 P.                  |
| Zweiter                            | Jacques Anquetil      | 138 P.                  |
| Dritter                            | Federico Bahamontes   | 123 P.                  |
| Bergwertung                        | Federico Bahamontes   | 147 P.                  |
| Zweiter                            | Raymond Poulidor      | 70 P.                   |
| Dritter                            | Guy Ignolin           | 68 P.                   |
| Teamwertung                        | Saint-Raphaël-Gitane  | Saint-Raphaël-Gitane    |

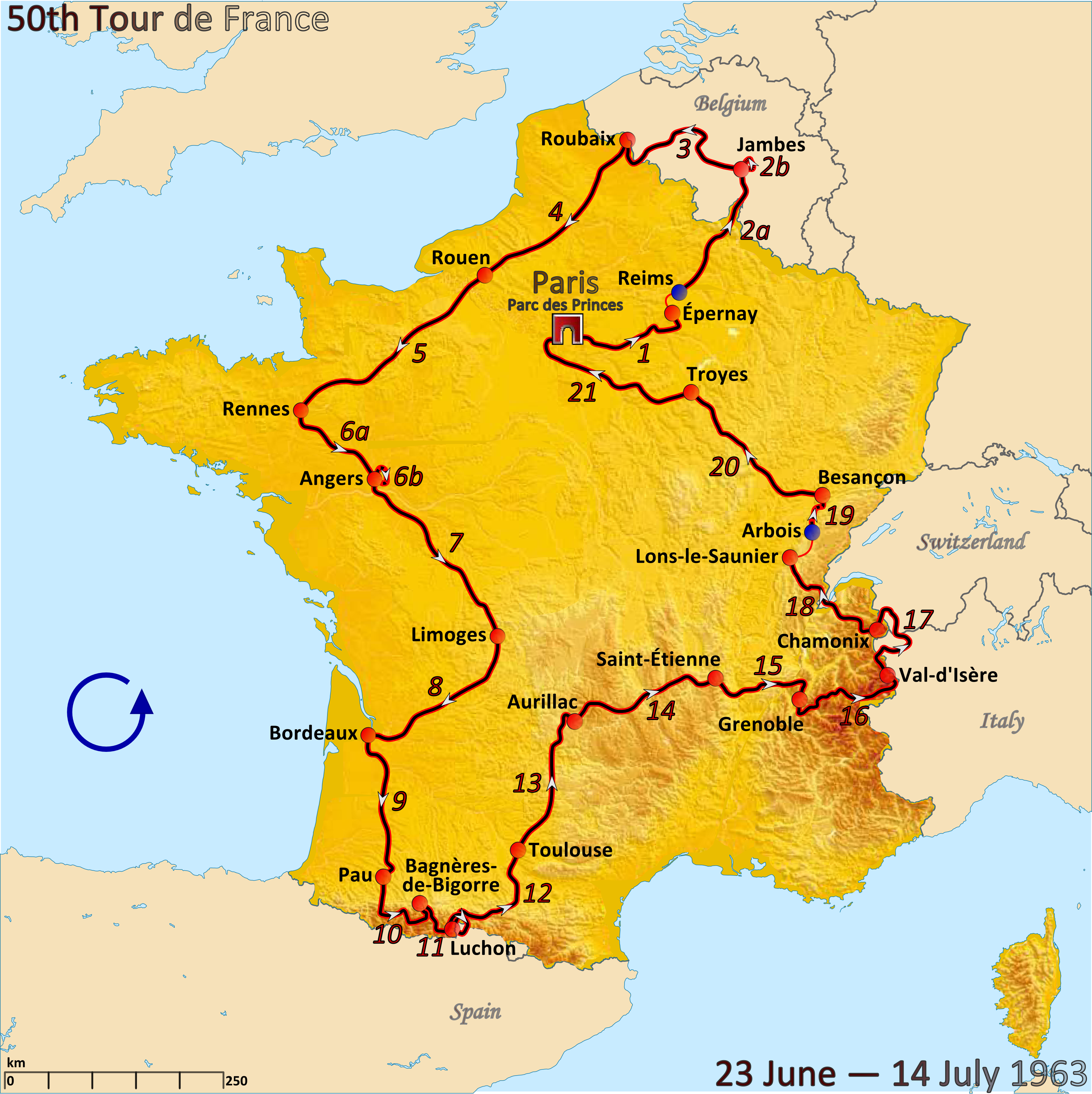
Streckenkarte der Tour de France 1963

Die 50. Tour de France fand vom 23. Juni bis 14. Juli 1963 statt und führte auf 21 Etappen über 4.137 km. Es nahmen 130 Rennfahrer an der Rundfahrt teil, von denen 76 klassifiziert wurden.

## Rennverlauf
Eddy Pauwels und Seamus Elliott können nach ihren Etappensiegen auf der ersten bzw. dritten Etappe jeweils für einige Tage das Gelbe Trikot tragen. Nach dem ersten Einzelzeitfahren, das Jacques Anquetil gewann, übernahm Gilbert Desmet die Gesamtführung und konnte sie während der Pyrenäen verteidigen.
Auf der Alpenetappe nach Grenoble gewann Federico Bahamontes nach einer Soloflucht, am nächsten Tag übernahm er das gelbe Trikot, nachdem er erneut Zeit auf Desmet gutgemacht hatte. Vorjahressieger Anquetil, der nicht nur das erste Zeitfahren, sondern auch eine Etappe in den Pyrenäen gewonnen hatte, siegte auch auf der 17. Etappe nach Chamonix und holte sich damit das gelbe Trikot. Dabei tauschte der Franzose nach einem vorgetäuschten technischen Defekt sein Rad am Fuß des letzten Anstieges gegen ein leichteres Rad aus und konnte dem sonst überlegenen Bergfahrer Bahamontes folgen. Raphaël Géminiani, der noch 1958 selbst an der Tour de France teilgenommen hatte und gegen Bahamontes gefahren war, bewies mit diesem Schachzug sein Können als sportlicher Leiter Anquetils.
Nach seinem Sieg im zweiten Einzelzeitfahren auf der 19. Etappe war Anquetil der vierte Toursieg nicht mehr zu nehmen. Obwohl 1963 nur 79 km in Anquetils Spezialdisziplin, dem Einzelzeitfahren, zurückzulegen waren (1962 waren es noch 129,5 km) konnte der Franzose seine dritte Tour in Folge gewinnen. Federico Bahamontes wurde am Ende zweiter in der Gesamtwertung und gewann zudem die Bergwertung mit deutlichem Vorsprung von dem Franzosen Raymond Poulidor. Im Ziel in Paris wurde Poulidor nach seinem achten Platz mit über 16 Minuten Rückstand ausgepfiffen, Anquetil hingegen wurde im Parc des Princes mit viel Beifall bedacht.
Der Belgier Rik Van Looy gewann nach vier Etappensiegen auch das Grüne Trikot.

## Die Etappen

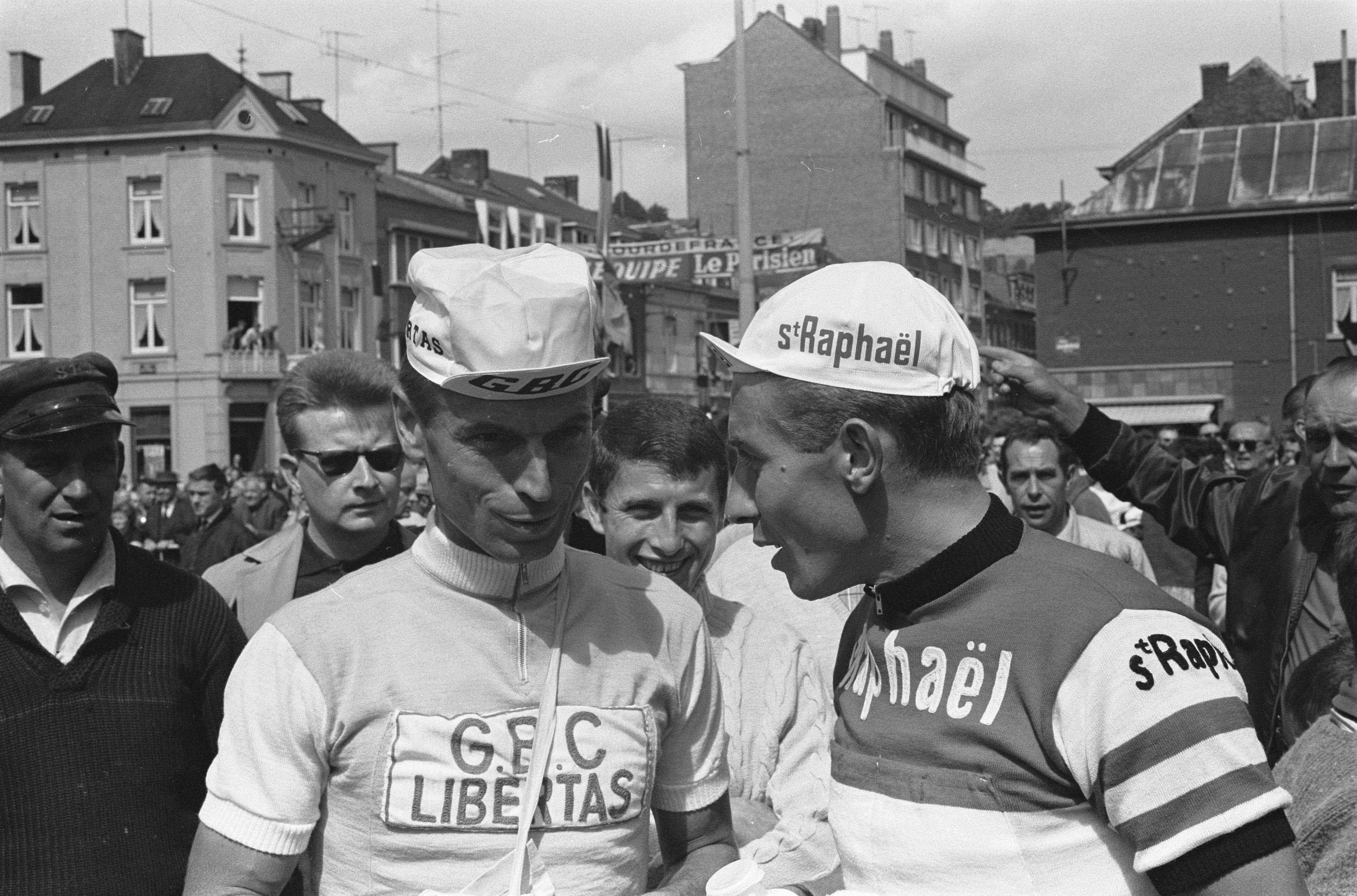
Rik Van Looy und Jacques Anquetil vor dem Start der fünften Etappe in Rouen

| Etappen       | Tag      | Start – Ziel                 | km         | Etappensieger       | Gelbes Trikot       |
| ------------- | -------- | ---------------------------- | ---------- | ------------------- | ------------------- |
| 1. Etappe     | 23. Juni | Nogent-sur-Marne – Épernay   | 152,5      | Eddy Pauwels        | Eddy Pauwels        |
| 2. Etappe (a) | 24. Juni | Reims – Jambes (BEL)         | 185,5      | Rik Van Looy        | Eddy Pauwels        |
| 2. Etappe (b) | 24. Juni | Jambes (BEL) – Jambes (BEL)  | 21,6 (MZF) | Pelforth-Sauvage    | Eddy Pauwels        |
| 3. Etappe     | 25. Juni | Jambes (BEL) – Roubaix       | 223,5      | Seamus Elliott      | Seamus Elliott      |
| 4. Etappe     | 26. Juni | Roubaix – Rouen              | 235,5      | Frans Melckenbeeck  | Seamus Elliott      |
| 5. Etappe     | 27. Juni | Rouen – Rennes               | 285        | Antonio Bailetti    | Seamus Elliott      |
| 6. Etappe (a) | 28. Juni | Rennes – Angers              | 118,5      | Roger De Breuker    | Seamus Elliott      |
| 6. Etappe (b) | 28. Juni | Angers – Angers              | 24,5 (EZF) | Jacques Anquetil    | Gilbert Desmet      |
| 7. Etappe     | 29. Juni | Angers – Limoges             | 236        | Jan Janssen         | Gilbert Desmet      |
| 8. Etappe     | 30. Juni | Limoges – Bordeaux           | 231,5      | Rik Van Looy        | Gilbert Desmet      |
| 9. Etappe     | 1. Juli  | Bordeaux – Pau               | 202        | Pino Cerami         | Gilbert Desmet      |
| 10. Etappe    | 2. Juli  | Pau – Bagnères-de-Bigorre    | 148,5      | Jacques Anquetil    | Gilbert Desmet      |
| 11. Etappe    | 3. Juli  | Bagnères-de-Bigorre – Luchon | 131        | Guy Ignolin         | Gilbert Desmet      |
| 12. Etappe    | 4. Juli  | Luchon – Toulouse            | 172,5      | André Darrigade     | Gilbert Desmet      |
| Ruhetag       |          |                              |            |                     |                     |
| 13. Etappe    | 6. Juli  | Toulouse – Aurillac          | 234        | Rik Van Looy        | Gilbert Desmet      |
| 14. Etappe    | 7. Juli  | Aurillac – Saint-Étienne     | 236,5      | Guy Ignolin         | Gilbert Desmet      |
| 15. Etappe    | 8. Juli  | Saint-Étienne – Grenoble     | 174        | Federico Bahamontes | Gilbert Desmet      |
| 16. Etappe    | 9. Juli  | Grenoble – Val-d’Isère       | 202        | Fernando Manzaneque | Federico Bahamontes |
| 17. Etappe    | 10. Juli | Val-d'Isère – Chamonix       | 227,5      | Jacques Anquetil    | Jacques Anquetil    |
| 18. Etappe    | 11. Juli | Chamonix – Lons-le-Saunier   | 225        | Frans Brands        | Jacques Anquetil    |
| 19. Etappe    | 12. Juli | Arbois – Besançon            | 54,5 (EZF) | Jacques Anquetil    | Jacques Anquetil    |
| 20. Etappe    | 13. Juli | Besançon – Troyes            | 233,5      | Roger De Breuker    | Jacques Anquetil    |
| 21. Etappe    | 14. Juli | Troyes – Paris               | 185,5      | Rik Van Looy        | Jacques Anquetil    |